# Linthicum (Maryland)
Linthicum es un lugar designado por el censo ubicado en el condado de Anne Arundel en el estado estadounidense de Maryland. En el Censo de 2010 tenía una población de 10.324 habitantes y una densidad poblacional de 724,22 personas por km².

## Geografía
Linthicum se encuentra ubicado en las coordenadas 39°12′29″N 76°39′53″O / 39.20806, -76.66472. Según la Oficina del Censo de los Estados Unidos, Linthicum tiene una superficie total de 14.26 km², de la cual 14.14 km² corresponden a tierra firme y (0.82%) 0.12 km² es agua.

## Demografía
Según el censo de 2010, había 10.324 personas residiendo en Linthicum. La densidad de población era de 724,22 hab./km². De los 10.324 habitantes, Linthicum estaba compuesto por el 88.96% blancos, el 3.65% eran afroamericanos, el 0.31% eran amerindios, el 4.19% eran asiáticos, el 0.14% eran isleños del Pacífico, el 1.04% eran de otras razas y el 1.71% pertenecían a dos o más razas. Del total de la población el 2.67% eran hispanos o latinos de cualquier raza.